# 에딘 유누조비치
에딘 유누조비치(Edin Junuzović, 1986년 4월 28일 ~ )는 크로아티아의 축구 공격수이다. 현재 오만 리그의 알나스르에서 뛰고 있다. 2014년 K리그의 경남 FC에서 활약하였으며, K리그에 등록된 공식 한글 이름은 에딘이다.